# Rocca Imperiale
Rocca  Imperiale község (comune) Olaszország Calabria régiójában, Cosenza megyében.

## Fekvése
A megye északkeleti részén fekszik, a Jón-tenger partján. Határai: Canna, Montegiordano és Nova Siri.

## Története
A települést valószínűleg  a 11. században alapították. Nevét a II. Frigyes által építtetett vár után kapta. Önállóságát a 19. század elején nyerte el, amikor a Nápolyi Királyságban felszámolták a feudalizmust.

## Népessége
A népesség számának alakulása:

## Főbb látnivalói
- La Rocca (a település vára)
- Santa Maria Assunta-templom
- Madonna della Nova-kápolna